# Ірен Розенфельд
Ірен Блекер Розенфельд (англ. Irene Blecker Rosenfeld; 3 травня 1953, Вестбері, штат Нью-Йорк, США) — колишня голова і головний виконавчий директор Mondelēz International. Кар'єра Ірен почалася в Dancer Fitzgerald Sample, рекламному агентстві в Нью-Йорку. Пізніше вона приєдналася до досліджень споживачів General Foods, а потім очолила Frito-Lay як генеральний директор і голова.

## Біографія
Розенфельд народилася в єврейській родині у Вестбері (штат Нью-Йорк), у сім'ї Сеймура й Джоан Блеккере. У неї є молодша сестра, Лінда Блекер. Батьки її батька були румунськими євреями, бабуся і дідусь її матері були німецькими євреями. Пізніше вона вчилася в середній школі імені В. Треспера Кларка у Вестбері. Вона має докторський ступінь з маркетингу і статистики, ступінь магістра з бізнесу і ступінь бакалавра з психології в Корнельському університеті, де вона також досягла успіху в таких видах спорту, як баскетбол, волейбол і теніс, часто виступаючи капітаном команди, яку вона цитує як «ключовий фактор у розвитку мого лідерства».

## Кар'єра
Ірен працює в сфері виробництва продуктів харчування і напоїв близько 30 років. Її перша робота була в рекламному агентстві Dancer Fitzgerald Sample в Нью-Йорку. Пізніше приєдналася до General Foods у споживчому дослідженні.
У 2004 році Розенфельд була призначена головою і генеральним директором Frito-Lay, підрозділу PepsiCo, де вона просувала продукцію.
Розенфельд була призначена генеральним директором Kraft Foods у червні 2006 року. Компанія пізніше приєдналася до General Foods, яка згодом стала частиною Kraft. Розенфельд очолила реструктуризацію і реорганізацію ключових бізнесів у США, Канаді та Москві. Активна в ряді промислових і громадських організацій, зокрема в Економічному клубі Чикаго. Була призначена на додаткову посаду голови в березні 2007 року, після виділення Alfria Group Kraft.
У 2008 році вона була названа шостою в Уолл-Стріт Джорнал'и «50 жінок, щоб дивитися» список. Розенфельд була перерахована кілька разів, як одна зі 100 найвпливовіших жінок у світі за версією Forbes. У 2014 році вона опинилася на 15-му, позаду Опри Вїнфрі.
У 2010 році Розенфельд отримала загальну компенсацію в розмірі 19,3 млн дол. Посівши 48 місце на Forbes Executive Pay.
Розенфельд є членом економічного клубу Чикаго. Вона працює в раді директорів Асоціації виробників продуктів харчування і опікунської ради Корнельського університету. Входить до ради директорів Форуму споживчих товарів.
У серпні 2011 року Kraft заявила, що планує розділитися на дві публічні компанії, одна з яких спеціалізується на міжнародних торгових марках снеків, таких як Trident gum і Oreo cookies, а інша — на північноамериканському продуктовому бізнесі, який включає каву Maxwell House і м'ясо Oscar Mayer .
5 грудня 2011 року компанія Kraft оголосила, що Розенфельд залишиться головою глобальної закусочної компанії вартістю 31 млрд доларів, яка буде називатися Mondelēz International, Inc. Тоні Вернон, президент Kraft Foods North America, стане генеральним директором продуктового бізнесу в Північній Америці вартістю 17 мільярдів доларів, який збереже ім'я Kraft Foods.
Mondelez оголосив в серпні 2017 року, що Дірк Ван де Пут замінить Ірен на посаді генерального директора компанії після її відходу на пенсію в листопаді 2017 року.
Не раз приїжджала в Москву і Санкт-Петербург з робочим візитом.

## Критика
Під час кампанії з виборів президента США 2016 року Монделес і Розенфельд піддавалися критиці з боку кандидата від республіканців Дональда Трампа і кандидатів від демократів Хілларі Клінтон і Берні Сандерса за аутсорсинг приблизно 600 робочих місць у США від Чикаго до Салінаса, Мексика, спонукаючи бойкот Орео. Пікети робочих також мали місце на різних заходах, які відвідувала Розенфельд, на додаток до її власного будинку.